# Johannes Nill

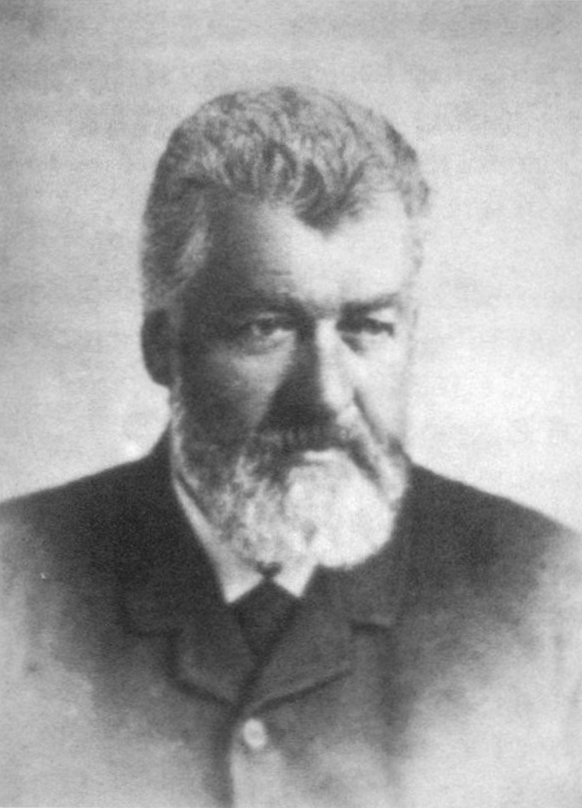
Johannes Nill.

Der Zimmerwerkmeister Johannes Nill (* 21. Februar 1825 in Bodelshausen; † 20. Mai 1894 in Stuttgart) war der Gründer von Nills Tiergarten, der von 1871 bis 1906 in Stuttgart bestand. Der Tiergarten war nicht nur eine volkstümliche Hauptattraktion der württembergischen Hauptstadt, sondern erfreute sich auch überregionaler Wertschätzung. Nach dem Tod des Gründers wurde der Tiergarten von seinem Sohn Adolf Nill weitergeführt, bis er ihn 1906 aus finanziellen Gründen schließen musste.

## Leben

### Kindheit
Johannes Nill wurde am 21. Februar 1825 in Bodelshausen im südlichen Württemberg als viertes von elf Kindern geboren. Seine Eltern waren Johannes Nill (1793–1834) und Anna Barbara Eberhard (1791–1872). Sie bewirtschafteten in Bodelshausen das Gasthaus zur Linde. Der Sohn besuchte die Dorfschule, entschied sich dann aber nicht für den Beruf des Vaters, sondern für das Zimmerhandwerk.

### Ausbildung
Wahrscheinlich erlernte Johannes Nill seinen Beruf bei dem Zimmermeister Johann Jakob Layh, der ebenfalls aus Bodelshausen stammte und 1832 in Stuttgart geheiratet und sich dort niedergelassen hatte. Als Johannes Nill um 1839 seine Lehre bei ihm begann, wird er wohl auch im Haus seines Lehrherrn in der Militärstraße (heute Breitscheidstraße) gewohnt haben. Nach Ablegung der Meisterprüfung heiratete er 1853 Christiane Friederike Layh (1831–1897), die Tochter seines Meisters. Sein Schwiegervater starb zwischen 1850 und 1853, die Schwiegermutter war 1851 gestorben. Vermutlich übernahm Johannes Nill das Geschäft seines Schwiegervaters.

### Berufsleben
Johannes und Friederike Nill ließen sich spätestens 1855 in der Kriegsbergstraße 19 in der Nähe des heutigen Hauptbahnhofs nieder, wo sie bis 1861 wohnten und wo Johannes Nill seinen Zimmerplatz unterhielt. 1862 kaufte er die Gebäude Jägerstraße 51 und 53 in der Parallelstraße als Wohnhaus und Geschäftshaus. Bereits 1863 zog die Familie einen halben Kilometer weiter nach Nordwesten, wo Johannes Nill ein Grundstück am unteren Herdweg erworben hatte. Es lag am Rande des bebauten Stadtgebiets, in einer Gegend nördlich des Katharinenhospitals, wo bisher nur wenige Häuser standen. Hier entstand nach und nach eine Gaststätte und ein Tiergarten, der 1871 offiziell eröffnet wurde. Seine Zuchterfolge bei Somalistraußen und Bastarden von Braunbären und Eisbären fanden unter Zoologen internationale Beachtung.
Hinweis: Zu Johannes Nills Arbeit als Zoodirektor und zur Entwicklung des Tiergartens siehe Nills Tiergarten.
| - Wohn- und Geschäftssitze der Familien Johannes und Adolf Nill. - Dienst- und Wohngebäude in Nills Tiergarten (Kennzeichen e). |
| - Dienst- und Wohngebäude in Nills Tiergarten, Haupthaus.                                                                       |

### Lebensabend

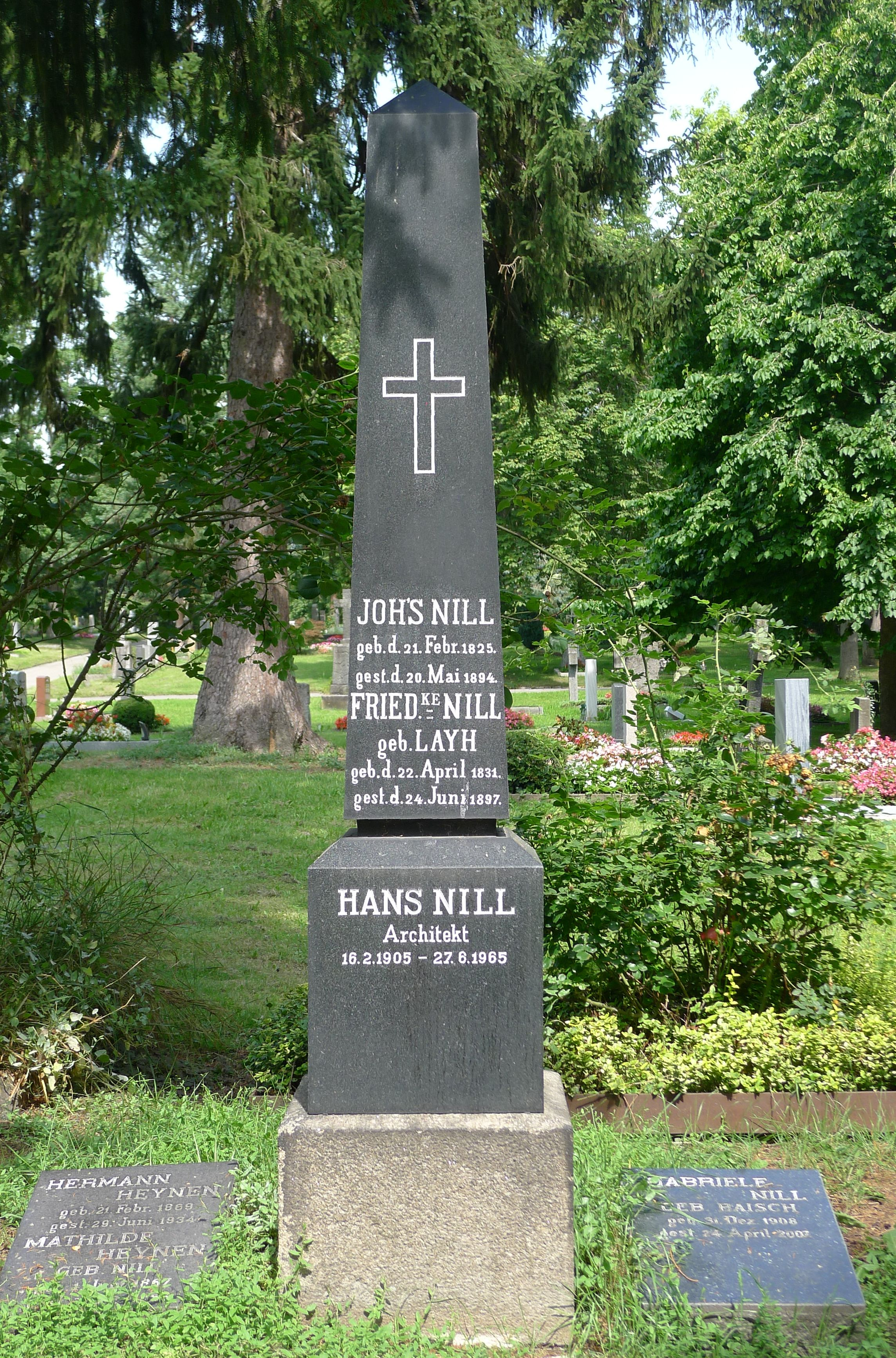
Grabstein von Johannes Nill und Familie auf dem Stuttgarter Pragfriedhof

1892 übergab Johannes Nill die Leitung des Tiergartens in die Hände seines Sohns Adolf Nill und sicherte dadurch die Fortführung seines Lebenswerks auch nach seinem Tod. „Leider war es dem Begründer Joh. Nill nicht mehr  vergönnt, sein Werk in seiner Vollendung zu schauen“, er starb zwei Jahre später im Alter von 69 Jahren am 20. Mai 1894 in Stuttgart, „ein schlichter Mann mit richtigem Blick für das Praktische und rastlos tätig für seine Schöpfung, die ihm bis an sein Lebensende lieb und teuer war“. Er wurde auf dem Pragfriedhof bestattet. Seine Frau Friederike starb drei Jahre später 1897 im Alter von 66 Jahren. In dem Familiengrab auf dem Pragfriedhof (Abteilung 16) sind das Ehepaar Nill, vier ihrer Kinder mit ihren Ehegatten und Adolf Nills Sohn Hans mit seiner Frau bestattet.

## Familie
Zwischen 1853 und 1867 brachte Friederike Nill 9 Kinder zur Welt, von denen 2 in den ersten Jahren starben. Der einzige männliche Nachkomme war Adolf Nill, der spätere Nachfolger in der Leitung des Tiergartens. Seine 6 Schwestern, darunter zwei Zwillinge, arbeiteten wie ihr Bruder in dem Familienbetrieb des Tiergartens mit, hauptsächlich bei der Führung des Restaurants und bei der Aufzucht der Tierbabys. Vier der Schwestern schieden nach ihrer Heirat aus dem Betrieb aus, zwei blieben ledig und behielten ihre Wohnung im elterlichen Haus. Adolf Nill und seine Frau hatten einen Sohn, Hans Nill, der Architekt wurde.

## Veröffentlichungen
- Johannes Nill: Brutresultate afrikanischer Strauße im Nill’schen Tiergarten in Stuttgart. In: Der zoologische Garten, Jahrgang 26, 1885, 321- 324, pdf.
- Johannes Nill: Brutresultate afrikanischer Strauße im Nill’schen Tiergarten in Stuttgart. In: Der zoologische Garten, Jahrgang 29, 1888, Seite 74–77.